# Paradoxostoma suedshetlandensis
Paradoxostoma suedshetlandensis is een mosselkreeftjessoort uit de familie van de Paradoxostomatidae. De wetenschappelijke naam van de soort is voor het eerst geldig gepubliceerd in 1989 door Hartmann.